# علي إدريس
علي إدريس هو مخرج  مصري، أخرج العديد من الأفلام السينمائية المصرية.

## عن حياته
بدأ مشواره مع السينما عقب تخرجه من المعهد العالي للسينما عام 1988، وذلك بالعمل كمساعد مخرج في العديد من الأفلام مثل (الكيت كات) و(آيس كريم في جليم) و(الصرخة) و(طيور الظلام)، بخلاف عدد من المسلسلات مثل مسلسل (البخيل وأنا) بطولة الفنان (فريد شوقي)،
ويعد فيلم (أصحاب ولا بيزنس) من بطولة (مصطفي قمر) و(هاني سلامة) هو أول أفلامه كمخرج، ثم تبعه بأفلام (التجربة الدنمراكية، عريس من جهة أمنية)، وقد حاز عن الفيلم الأخير جائزة أفضل إخراج. وبعدها أخرج العديد من الأفلام البارزة مثل: (كلام في الحب، حريم كريم، مرجان أحمد مرجان، عصابة الدكتور عمر، الدادة دودوي، الثلاثة يشتغلونها).

## أعمال من إخراجه

### الأفلام
- 2001: أصحاب ولا بيزنس
- 2003: التجربة الدنماركية
- 2004: عريس من جهة أمنية
- 2005: حريم كريم
- 2006: كلام في الحب
- 2007: مرجان أحمد مرجان
- 2007: عصابة الدكتور عمر
- 2008: الدادة دودي
- 2010: الثلاثة يشتغلونها
- 2012: جدو حبيبي
- 2012: بابا
- 2016: البر التاني
- 2018: الأبلة طم طم
- 2023: أولاد حريم كريم

### المسلسلات
- 2007: لحظات حرجة
- 2014: تفاحة آدم
- 2016: نصيبي وقسمتك

## روابط خارجية
- علي إدريس على موقع IMDb (الإنجليزية)
- علي إدريس على موقع الدهليز
- علي إدريس على موقع قاعدة بيانات الأفلام العربية
- علي إدريس على موقع أول موفي (الإنجليزية)
- علي إدريس على موقع كينوبويسك (الروسية)